# Liste der Gerichte in den Hohenzollernschen Landen
Diese Liste nennt die Gerichte in den Hohenzollernschen Landen.

## Gerichte

### Von der Angliederung an Preußen bis 1879
Mit der Angliederung von Hohenzollern-Hechingen und Hohenzollern-Sigmaringen an Preußen 1849 wurde auch die Gerichtsorganisation angepasst. Für die bisherige Gerichtsstruktur siehe Liste der Gerichte im Fürstentum Hohenzollern-Hechingen und Liste der Gerichte im Fürstentum Hohenzollern-Sigmaringen. Zum 1. Januar 1852 wurde ein königlich preußisches Kreisgericht, das Kreisgericht Hechingen eingerichtet. Gleichzeitig wurden Kreisgerichtskommissionen in Gammertingen, Sigmaringen und Wald eingerichtet, zum 1. September 1854 zusätzliche in Glatt und Haigerloch.
Appellationsgericht war nun das Appellationsgericht Arnsberg. Oberstes Gericht wurde das Preußische Obertribunal.
Als Generalkommission wirkte das Spruch-Kollegium für landwirtschaftliche Angelegenheiten in Sigmaringen.

### Ab 1879
Mit den Reichsjustizgesetzen wurden auch in den Hohenzollernschen Landen die einheitliche Gerichtsorganisation umgesetzt. Zuständiges Oberlandesgericht wurde das Oberlandesgericht Frankfurt. Für die Hohenzollernsche Lande wurde in Hechingen am 24. April 1878 das Landgericht Hechingen eingerichtet. Diesem waren fünf Amtsgerichte nachgeordnet:
| Gericht                  | Sitz         | Anmerkungen                                                                    |
| ------------------------ | ------------ | ------------------------------------------------------------------------------ |
| Amtsgericht Gammertingen | Gammertingen |                                                                                |
| Amtsgericht Haigerloch   | Haigerloch   |                                                                                |
| Amtsgericht Hechingen    | Hechingen    |                                                                                |
| Amtsgericht Sigmaringen  | Sigmaringen  |                                                                                |
| Amtsgericht Wald         | Wald         | Wurde am 1. Oktober 1932 aufgelöst und dem Amtsgericht Sigmaringen zugeordnet. |

Zum 1. April 1923 wurde mit dem Gerichtsgemeinschaftsvertrag vom 14./15. Dezember 1922 zwischen Preußen und Württemberg vereinbart, dass das Landgericht Hechingen dem Oberlandesgericht Stuttgart nachgeordnet werden sollte. Gleichzeitig wurden die württembergischen Amtsgerichte Balingen und Rottweil dem Landgericht Hechingen nachgeordnet.
Mit dem Arbeitsgerichtsgesetz vom 23. Dezember 1926 wurden Arbeitsgerichte eingerichtet. In den Hohenzollernschen Landen war dies das Arbeitsgericht Hechingen. Zuständiges Landesarbeitsgericht war das Landesarbeitsgericht Frankfurt am Main.
Für die Gerichtsorganisation nach dem Zweiten Weltkrieg siehe die Liste der Gerichte in Württemberg-Hohenzollern.